# 2dF 은하 적색편이 탐사

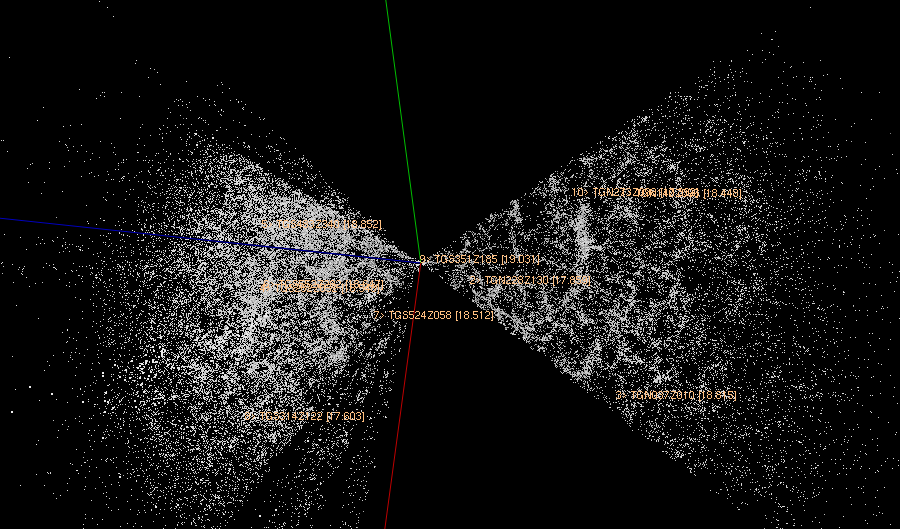
2dFGRS 데이터의 렌더링

천문학에서 2dF 은하 적색편이 탐사 (2도 필드 은하 적색편이 탐사), 2dF 또는 2dFGRS는 1997년에서 2002년 4월 11일 사이에 3.9m 앵글로-오스트레일리아 망원경으로 오스트레일리아 천문대 (AAO)에서 수행한 적색편이 탐사이다. 이 탐사의 데이터는 2003년 6월 30일에 공개되었다. 이 탐사에서는 우주의 2개의 큰 조각에서 약 25억 광년(적색편이 ~ 0.2) 깊이까지의 대규모 구조를 확인했다. 이 것은 1998년(Las Campanas Redshift Survey를 추월함)부터 2003년( 슬론 디지털 전천탐사에 의하여 추월됨)까지 세계 최대의 적색 편이를 탐사였다. Matthew Colless, Richard Ellis, Steve Maddox 및 John Peacock 이 프로젝트를 담당했다. 팀원인 Shaun Cole 과 John Peacock은 2dFGRS의 결과로 2014년 천문학 부문에서 쇼상을 수상하였다.

## 설명
2dF 탐사는 약 1500 평방도의 면적을 포함하는 은하의 북극과 남극지역을 조사했다. 탐사읨 명칭은 측량기의 화각이 2도라는 사실에서 유래한다.
관측을 위해 선택된 지역은 이전에 대규모 APM 은하 탐사 (Steve Maddox도 작업)에서도 조사했다. 조사된 영역의 적경은 양 영역에서 대략 75 도, 적위는 남쪽 영역에서 약 7.5도, 북쪽 영역에서 약 15도에 달하였다. 남극대 근처에 있는 수백 개의 고립된 2도 필드도 조사되었다(검은색 원은 조사 필드를 나타내고 빨간색 그리드는 이전 APM 조사를 나타내는 이 그림 참조).
총 382,323개의 물체에 대한 측광이 이루어졌으며 245,591개의 천체에 대한 스펙트럼을 포함하여 그 중 232,155개의 은하 (221,414개의 양질의 스펙트럼), 12,311 개의 항성, 125개의 준항성 천체 (퀘이사)가 측정되었다. 이 조사에는 5년에 걸쳐 272일의 관측 야간이 필요했다.
측량은 4미터 구경의 앵글로-호주 망원경으로 수행되었으며, 2dF 장비 가 포인트당 2도의 필드를 관찰할 수 있는 주요 초점에 설치되었다. 이 기기에는 200개의 광섬유가 각각 설치된 2개의 뱅크가 장착되어 있는 분광기가 있어 400개의 스펙트럼을 동시에 측정할 수 있다.
조사에서 겉보기 등급의 제한은 19.5로, 적색편이가 Z = 0.3 이하에 있는 대부분의 천체를 포함하고 적색편이의 중앙값은 0.11이다. 이 조사에 대상이 되는 우주의 부피는 약 10 8 h −1 Mpc 3 인데, 여기서 h는 허블 상수 H 0를 100으로 나눈 값에 해당한다. H 0 은 약 70 km/s/Mpc이다. 관측된 최대의 적색 편이는 600 h-1 MPC의 거리에 해당한다.

## 조사 결과
2dF 조사를 통해 우주론 분야에서 얻은 주요 결과는 다음과 같다.
- 비상대론적 물질의 밀도 매개변수 측정( 중입자 물질 + 암흑 물질 + 거대 중성미자 )
- 중입자 음향 진동의 감지 및 결과적으로 중입자 물질과 암흑 물질의 밀도 사이의 관계
- 중성미자 세 종류의 질량 합의 한계를 1.8 eV에 설정함과, 암흑 물질에 대한 대량 중성미자의 기여도에 대한 제한

이 모든 결과는 다른 실험, 특히 WMAP의 측정과 일치한다. 이들은 표준 우주론적 모델을 확증한다.

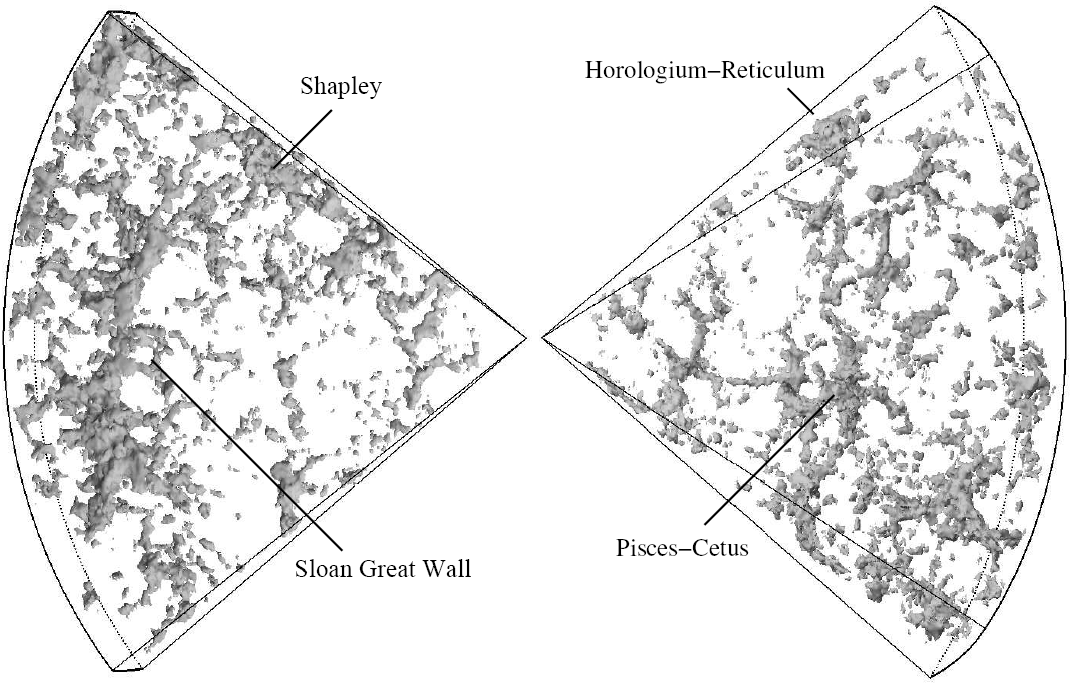
2dF 은하 적색편이 조사의 내부에 대한 DTFE 재구성.

2dF 조사는 우리 지역의 우주 환경에 대한 독특한 시각도 제공한다. 이 그림에는 조사의 내부 부분의 3차원 재구성이 나타나 있으며, 이는 가까운 우주의 우주 구조에 대한 인상적인 보기를 보여준다. 현재까지 알려진 우주에서 가장 큰 구조물 중의 하나인 슬론 장성과 같은 여러 초은하단이 눈에 보인다 ( Huge-LQG 참조).

## 같이 보기
- 람다-CDM 모델
- 암흑 물질